# Swędrówka
Swędrówka [sfɛnˈdrufka] (tiếng Đức: Zandersdorf) là một ngôi làng thuộc khu hành chính của Gmina Bisztynek, thuộc hạt Bartoszycki, Warmińsko-Mazurskie, ở miền bắc Ba Lan. Nó nằm khoảng 11 kilômét (7 mi) về phía đông bắc của Bisztynek, 19 km (12 mi) về phía đông nam của Bartoszyce và 52 km (32 mi) về phía đông bắc của thủ đô khu vực Olsztyn.
Trước năm 1945, khu vực này là một phần của Đức (Đông Phổ).
Làng có dân số 20 người.